# Melloria quoyi
L'uccello beccaio nero (Melloria quoyi (Lesson & Garnot, 1827)) è un uccello passeriforme della famiglia Artamidae: esso rappresenta l'unica specie ascritta al genere Melloria Mathews, 1912.

## Etimologia

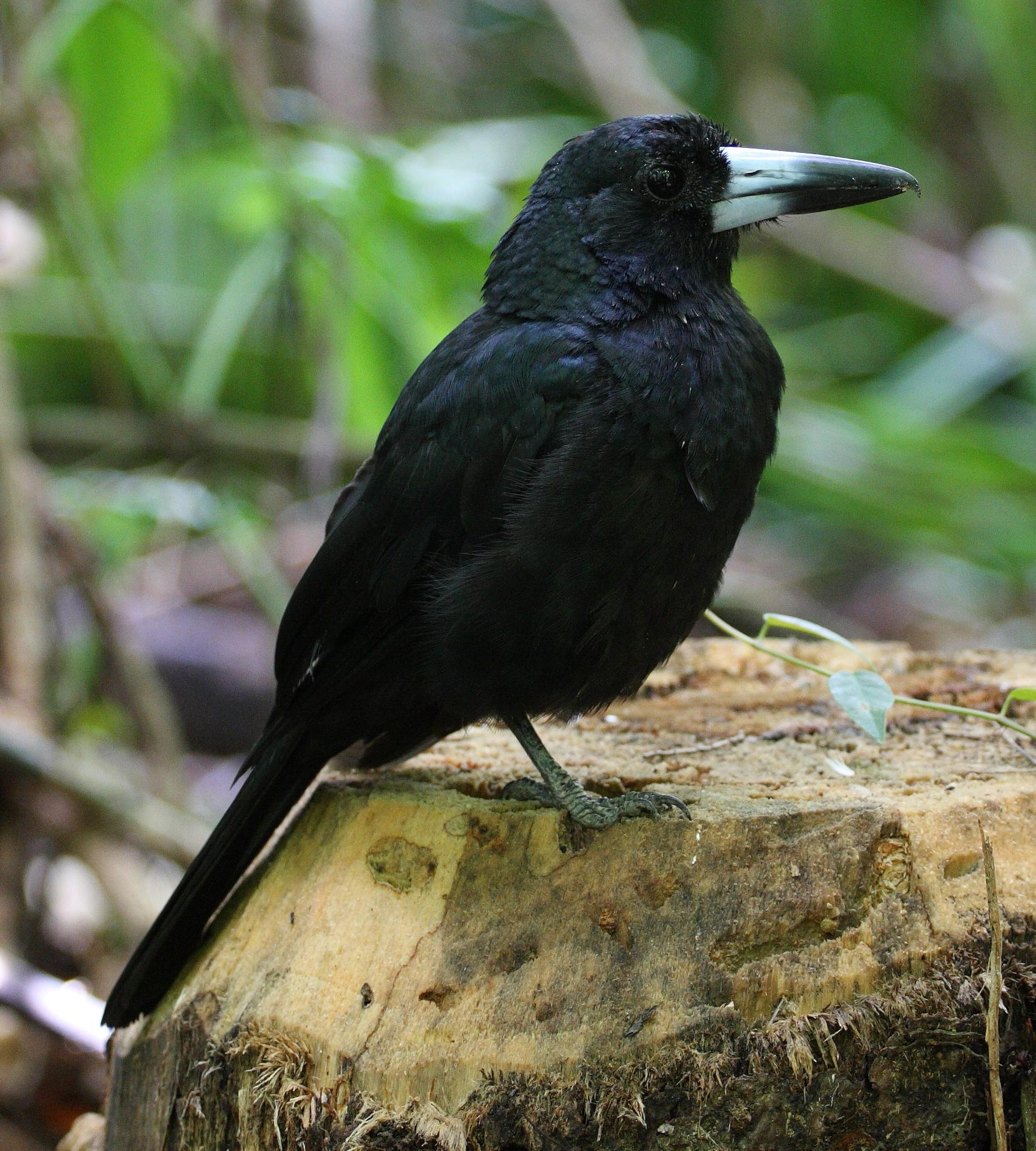
Esemplare in natura.

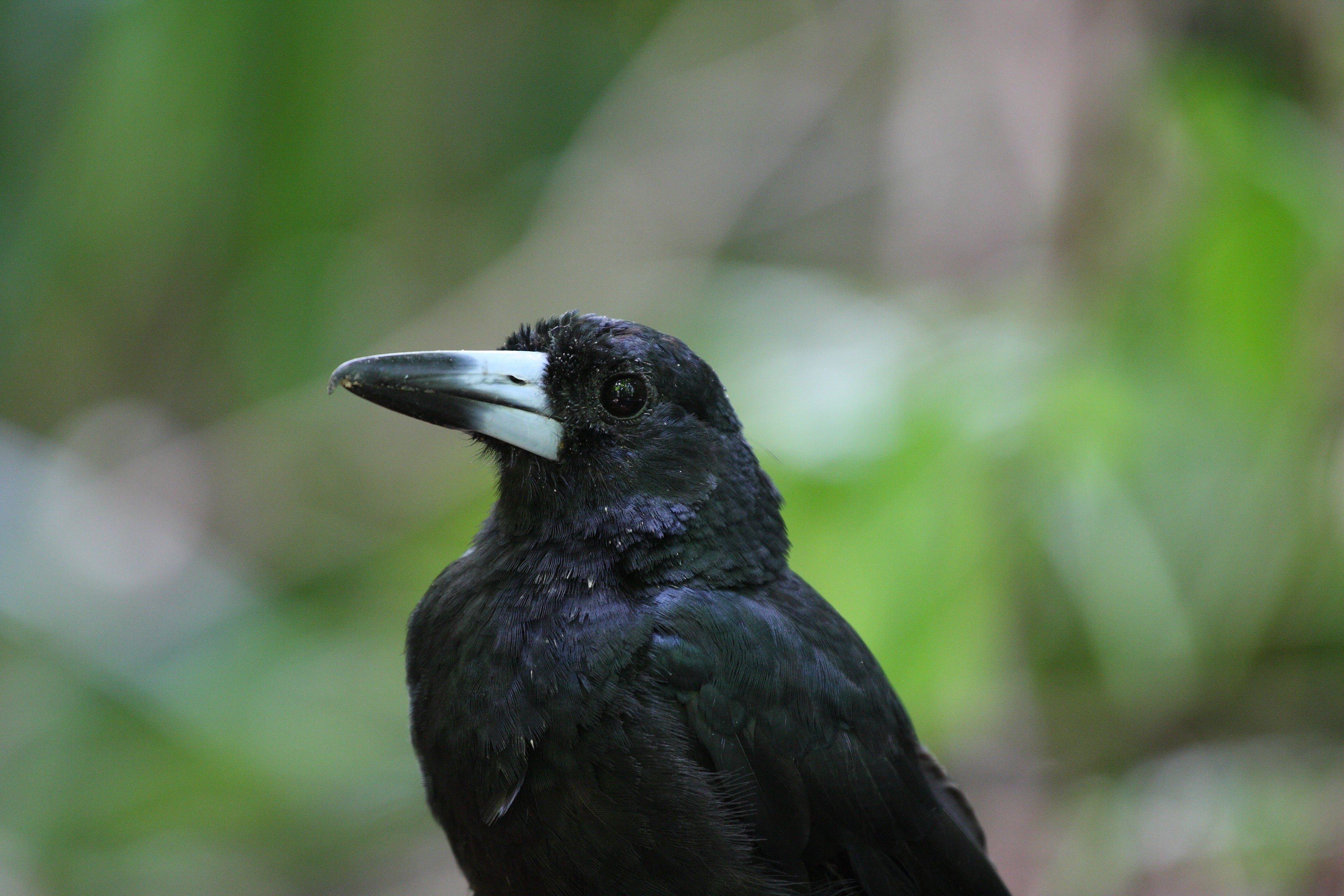
Primo piano di un esemplare mette in evidenza il forte becco.

Il nome scientifico del genere, Melloria, venne scelto in omaggio all'ornitologo australiano John W. Mellor, mentre il nome della specie, quoyi, venne scelto in omaggio all'esploratore francese Jean René Constant Quoy, che per primo ne ottenne degli esemplari per la descrizione scientifica.

## Descrizione

### Dimensioni
Misura 33–44 cm di lunghezza, per 148-220 g di peso. Sussiste una certa differenza di dimensioni e peso fra le varie sottospecie: inoltre, a parità d'età le femmine sono leggermente più piccole e slanciate rispetto ai maschi.

### Aspetto
Si tratta di uccelli robusti, muniti di lungo becco dalla mascella superiore ricurva in punta, con zampe robuste e munite di artigli ricurvi, ali allungate, lunga coda dalla punta squadrata: il loro aspetto risulta molto simile a quello dei corvi, rispetto ai quali questi uccelli presentano in proporzione testa più piccola e becco più grande e lungo.
Il piumaggio (come intuibile dal nome comune) è di colore nero lucido su tutto il corpo, con effetto sericeo e riflessi metallici bluastri particolarmente evidenti sulle ali (remiganti escluse, che assieme alla coda sono di colore nero opaco), oltre a riflessi metallici purpurei presenti sulle scapole: il dimorfismo sessuale consiste nella quasi totale assenza di tali riflessi nelle femmine, che presentano in generale piumaggio più opaco.
In ambedue i sessi le zampe sono di colore nerastro con anelli grigi, i grandi occhi sono di colore bruno scuro ed il becco presenta terzo distale di colore nero e parte prossimale di colore grigio-bluastro.

## Biologia

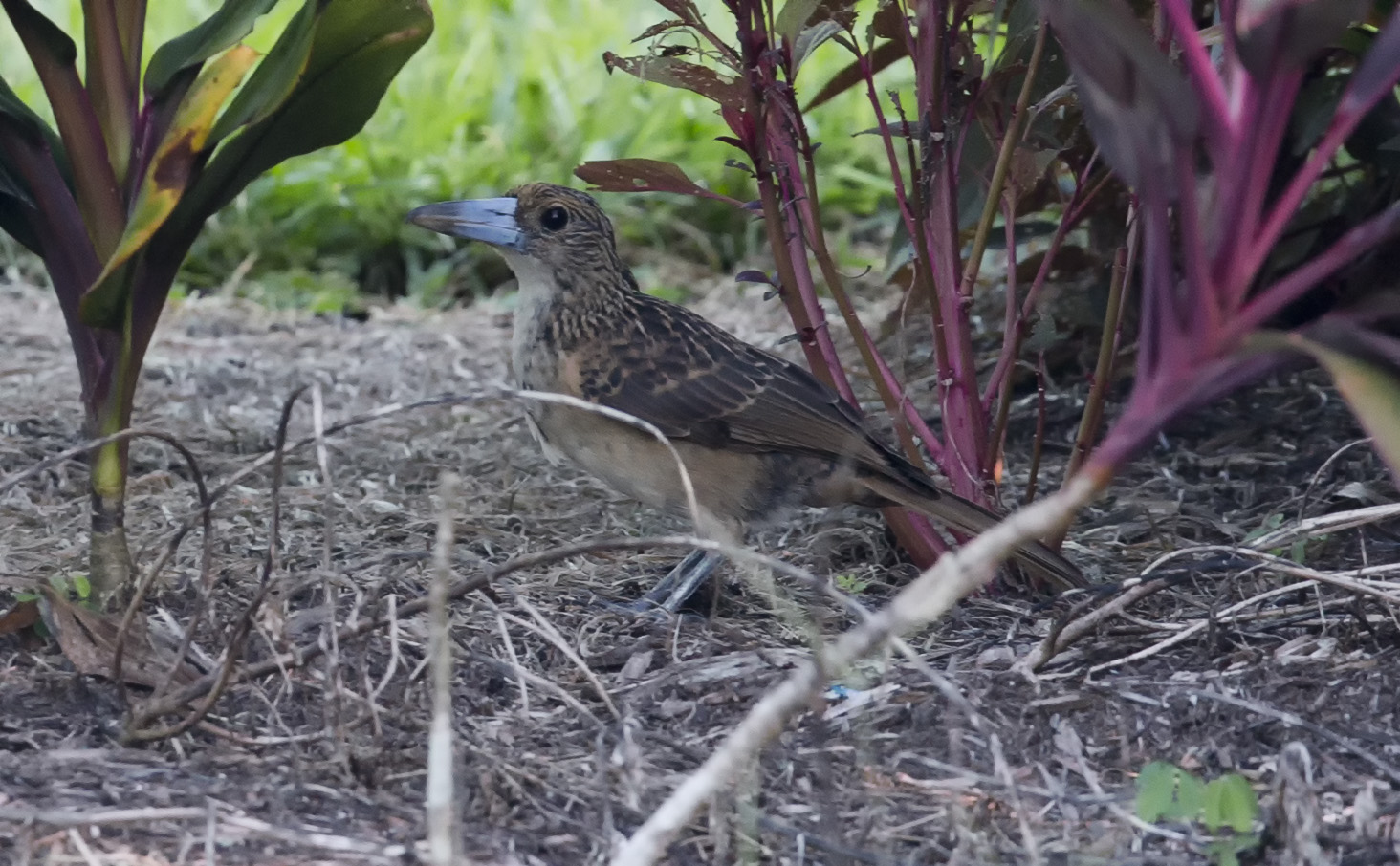
Giovane al suolo mostra un discreto mimetismo.

Si tratta di uccelli dalle abitudini essenzialmente diurne, piuttosto territoriali, che vivono da soli, in coppie o in piccoli gruppi e passano gran parte della giornata su posatoi dai quali godono di un'ampia visuale nei dintorni, in attesa di movimenti che possano rivelare la presenza di cibo o di una potenziale fonte di pericolo.
Come gli altri artamidi, l'uccello beccaio nero possiede un siringe sviluppato ed è in grado di emettere una varietà di richiami flautati: questi sembrerebbero possedere delle varianti a livello regionale, tuttavia mancano per adesso studi in proposito.

### Alimentazione

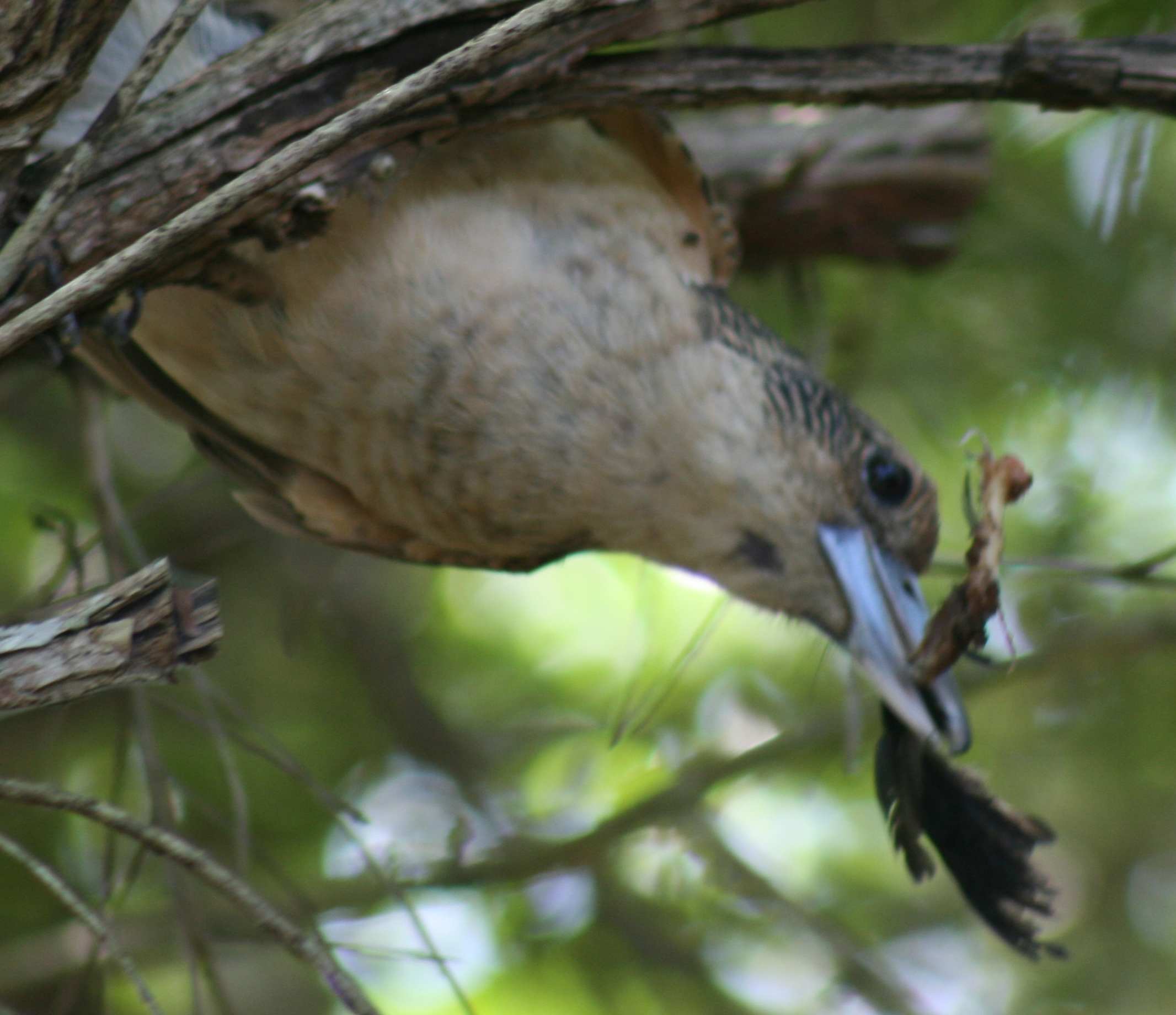
Giovane con ala di una preda nel becco a Cairns.

L'uccello beccaio nero presenta dieta onnivora, con prevalenza della componente animale su quella vegetale: questi uccelli si nutrono in massima parte di grossi insetti e invertebrati, ma anche di piccoli vertebrati come lucertole, scinchi e serpenti, nidiacei e uova reperiti nei nidi.

Questi uccelli calano sulla preda dall'alto, finendola rapidamente e facendola a pezzi col forte becco affilato e dalla punta uncinata: tenendo fede al proprio nome comune, talvolta essi infilzano le prede su spine o rami spezzati per consumarle in un secondo momento, similmente a quanto osservabile nelle averle.

Gli uccelli beccai neri possono inoltre nutrirsi di tanto in tanto di bacche e frutti per integrare la propria dieta.

### Riproduzione

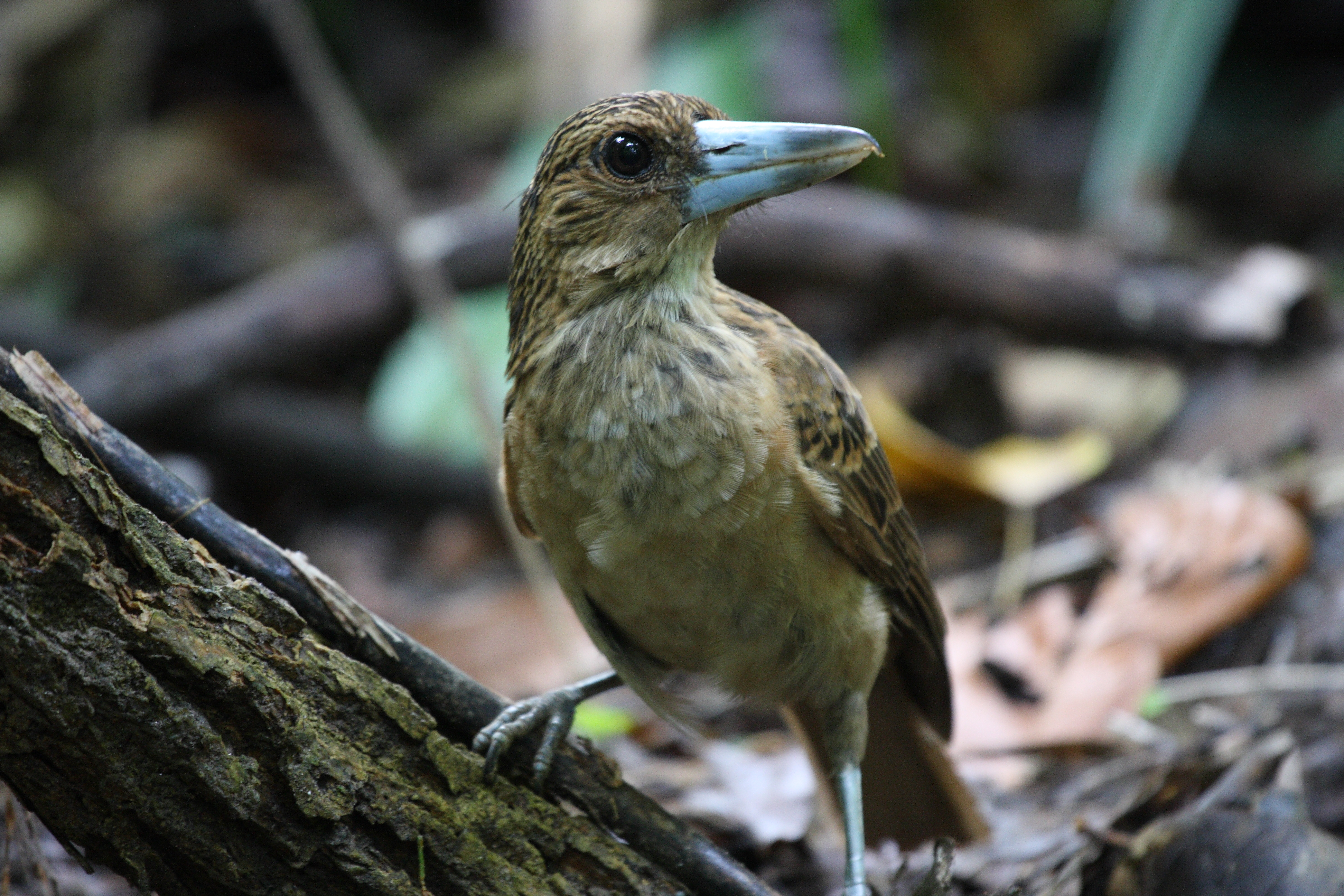
Giovane al suolo.

La riproduzione è poco conosciuta: il periodo riproduttivo va da agosto a gennaio (con picchi in settembre-ottobre in Nuova Guinea ed in settembre-gennaio in Australia. Si tratta di uccelli monogami, coi due sessi che collaborano nelle attività riproduttive.
Il nido è a forma di coppa e viene costruito alla biforcazione di un ramo: esso è costituito da rametti intrecciati da ambo i partner, e al suo interno la femmina depone 2-5 uova, che vengono anch'esse covate da ambedue i sessi.

## Distribuzione e habitat

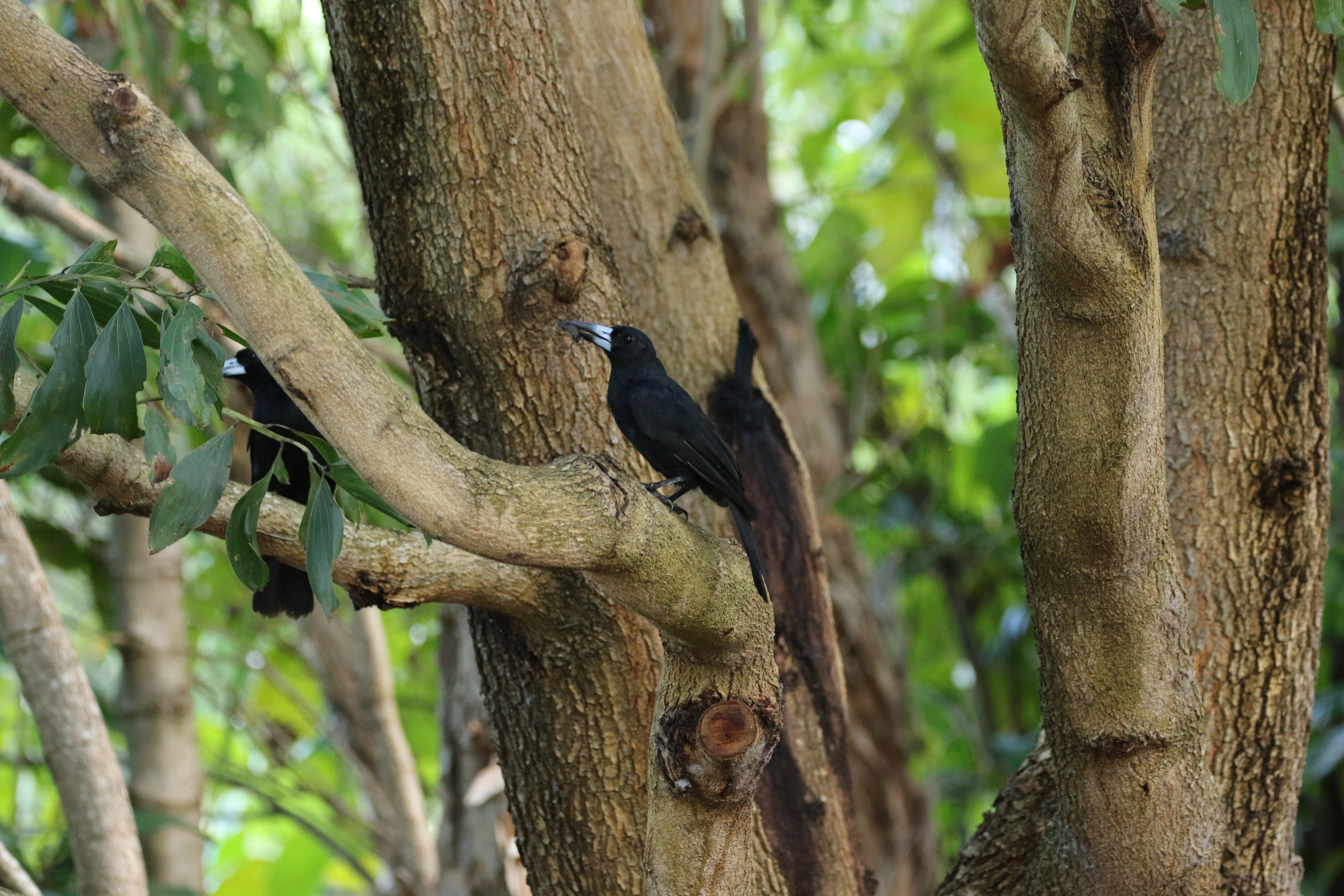
Coppia nel Queensland.

L'uccello beccaio nero è diffuso su ambedue le sponde dello stretto di Torres, risultando presente sia in Australia (da Kununurra alla terra di Arnhem, nella penisola di Capo York e da qui lungo la fascia costiera orientale a sud fino alla regione di Mackay) che in Nuova Guinea (dove vive in tutta l'isola, fatta eccezione per le aree montuose centrali), oltre che in buona parte delle isole circonvicine.
L'habitat di questi uccelli è rappresentato dalle aree alberate in generale: lo si può osservare dalla foresta pluviale ai boschi temperato-caldi e secchi, ai mangrovieti, ai parchi e giardini alberati suburbani, fino a 1300 m di quota.

## Tassonomia
Se ne riconoscono cinque sottospecie:
- Melloria quoyi quoyi (Lesson & Garnot, 1827) - la sottospecie nominale, diffusa in tutta la Nuova Guinea (esclusa l'area a sud del Fly), oltre che nelle isole di Waigeo, Salawati, Misool e Yapen;
- Melloria quoyi spaldingi (Masters, 1878) - diffusa nell'area costiera settentrionale del Territorio del Nord;
- Melloria quoyi alecto (Schodde & Mason, 1999) - diffusa lungo la fascia costiera meridionale della Nuova Guinea a sud del fiume Fly, oltre che sulle isole di Daru, Aru, Boigu e Saibai;
- Melloria quoyi jardini (Mathews, 1912) - diffusa nella penisola di Capo York a sud fino a Cooktown;
- Melloria quoyi rufescens (De Vis, 1883) - diffusa lungo la costa del Queensland nord-orientale fino alla regione di Mackay.

Si riconoscono due cladi ben precisi, uno settentrionale comprendente specie dal becco più massiccio ed uno meridionale dal becco più sottile, con la sottospecie alecto piuttosto lontana da entrambi, ma comunque maggiormente affine al gruppo settentrionale: studi recenti hanno inoltre evidenziato differenze a livello di vocalizzazioni fra le popolazioni orientali, centrali ed occidentali della Nuova Guinea, che potrebbero forse portare in futuro (se supportate da ulteriori analisi) ad ulteriori divisioni.
In passato, l'uccello beccaio nero veniva classificato assieme agli altri uccelli beccai nel genere Cracticus, col nome di C. quoyi: recenti analisi hanno tuttavia dimostrato che questi uccelli, pur rimanendo geneticamente affini, lo sono in misura maggiore con la gazza australiana, con la quale formano un taxon fratello.